# Elatobium laricis
Elatobium laricis är en insektsart. Elatobium laricis ingår i släktet Elatobium och familjen långrörsbladlöss. Inga underarter finns listade i Catalogue of Life.